# Топорков, Сергей Михайлович
Сергей Михайлович Топорков (25 сентября 1881 — 13 февраля 1931, Белград) — русский военачальник, генерал-майор, казак по происхождению, видный деятель Белого движения.

Генерал С. М. Топорков на параде Добровольческой армии в Харькове. Июль 1919 года

## Ранние годы и служба в армии
Родился в станице Акшинской 2-го военного отдела Забайкальского казачьего войска. Казак 1-го Читинского казачьего полка Забайкальского казачьего войска, участник русско-японской войны 1904—1905 году, отличился в 1904 году, за что был произведён в зауряд-прапорщики. Полный Георгиевский кавалер. Выдержал офицерский экзамен на чин хорунжего. Впоследствии участвовал в Первой мировой войне, дослужился до полковника (май 1917 года), командовал Чеченским и Татарским конными полками Кавказской туземной конной дивизии.

## Награды
- орден Св. Анны 4-й степени (1905)
- ордена Св. Анны 3-й и 2-й степени (1916)
- орден Св. Владимира 4-й степени (1915)
- орден Св. Станислава 2-й степени (1915)
- Георгиевское оружие «За храбрость»[источник не указан 2419 дней]

Полный георгиевский кавалер:
1-я степень      № 99 (стр. 38)
2-я степень      № 1012 (стр. 49)
3-я степень      № 4872 (стр. 76)
4-я степень      № 96704 (стр. 265)

## Белое движение
В конце 1917 года вступил в Добровольческую армию.
В марте-июне 1918 года командовал казачьим Кубанским отрядом.
С июня командир 1-го Запорожского полка 1-й Кубанской конной дивизии.
Со 2 ноября 1918 — командир 2-й конной бригады в 1-й конной дивизии генерала Врангеля.
8 декабря 1918 года произведён в генерал-майоры.
Командир 1-й конной дивизии 1-го Кубанского конного корпуса генерала Врангеля с января по апрель 1919 года.
С 19 января 1919 командир сформированной им 1-й Терской казачьей дивизии; совершил рейд, находясь в составе Добровольческой армии, в мае — июне 1919 года, по тылам Красной армии, пройдя в районе Харькова около 600 вёрст, что дало возможность более быстро и почти без потерь захватить Харьков.
С 22 июля 1919 командир 4-го конного корпуса в Кавказской армии генерала Врангеля.
В октябре-ноябре 1919 года командир 2-го Кубанского корпуса Кавказской армии.
С декабря того же года — командир Сводного Кубанско-Терского конного корпуса — резерва Главкома ВСЮР генерала Деникина, под Ростовом. Был ранен под Батайском.
В марте 1920 года — командир 3-го Кубанского корпуса.
С апреля по ноябрь, после эвакуации из Новороссийска в Крым — командир Сводного казачьего корпуса в Русской армии генерала Врангеля.
Участник заседания Военного совета в Севастополе в марте 1920 года, избравшего генерала Врангеля Главнокомандующим ВСЮР.
Генерал Врангель вспоминал о нём:

…природным чутьем отлично разбирался в обстановке… Совершенно исключительной храбрости, огромного порыва и ничем непоколебимой твердости, он всегда близко стоял к своим войскам, жил с ними одной жизнью, разделяя все тягости боевой службы и увлекая в тяжелые минуты своим примером. Раз отданное начальником приказание Топорков неуклонно выполнял, не считаясь не с какими препятствиями; в этом отношении он иногда пересаливал и в стремлении выполнить поставленную задачу нёс подчас излишние потери.

## Эмиграция
В ноябре 1920 года вместе с войсками Русской армии эвакуировался из Крыма.
В эмиграции жил в Сербии. Скончался в Белграде в 1931 году. Похоронен на Новом кладбище.